# Таганов, Сейитмырат Эйямбердиевич
Сеидмурад Эямбердыевич Таганов (туркм. Seýitmyrat Eýýämberdiýewiç Taganow, 1966, с. Чохпетде, Халачский район, Чарджоуская область) — туркменский государственный деятель, министр водного хозяйства Туркменистана в 2012 — 2016 годах.

## Биография
Родился в 1966 году в селе Чохпетде Халачского района, Чарджоуская область.
По окончании в 1988 году Туркменского сельскохозяйственного университета получил специальность инженера-механика.
1988—1997 — инженер-механик, заведующий мастерской дайханского объединения имени Дж. Мяхремова Халачского этрапа Лебапского велаята.
1997—2001 — заведующий мастерской Халачского этрапского филиала акционерного общества «Лебапобахызмат».
2001—2002 — старший инженер дайханского объединения имени Дж. Мяхремова Халачского этрапа Лебапского велаята.
2002—2004 — экономист, ведущий специалист, специалист отдела Ахалского велаятского производственного объединения «Туркменхлопок».
2004—2008 — главный специалист отдела заготовки хлопка Государственного концерна «Туркменхлопок».
2008—2011 — ведущий специалист сектора водных ресурсов и водопользования; заведующий сектором сельскохозяйственного производства отдела сельскохозяйственных отраслей Кабинета Министров Туркменистана.
29.05.2011 — 16.03.2012 — заместитель председателя Государственного концерна «Туркменхлопок».
16.03.2012 — 08.01.2016 — министр водного хозяйства Туркменистана. В качестве министра курировал вопросы водоснабжения, мелиорации, строительство водохранилищ, в том числе искусственного озера «Алтын Асыр», противоселевых сооружений. Во время нахождения в должности к Таганову несколько раз применялись дисциплинарные взыскания. 14 марта 2014 года президентом страны ему был объявлен выговор за «за неудовлетворительное исполнение должностных обязанностей, недостатки, допущенные в работе министерства по обеспечению сельскохозяйственной отрасли водными ресурсами». 9 января 2015 года на расширенном заседании Кабинета министров страны президент Бердымухамедов объявил Сеидмураду Таганову строгий выговор «за ненадлежащее исполнение должностных обязанностей». В случае неисправления допущенных недостатков «в кратчайшие сроки» Таганову грозило увольнение.
8 января 2016 года уволен в связи с упразднением Министерства водного хозяйства Туркменистана.

## Награды и звания
- Медаль «Махтумкули Фраги» (2014)[9];
- Юбилейная медаль «Независимый, Вечный Нейтральный Туркменистан» (2015)[10];